# راست‌گرد
«راست گرد» (به انگلیسی: Right Round) تک‌آهنگی از فلو رایدا با حضور کشا است که در سال ۲۰۰۹ میلادی منتشر شد.
این تک‌آهنگ در چارت‌های ، والونیا، ایرلند، استرالیا، بریتانیا، در رتبه اول و در چارت‌های فرانسه، نروژ، آلمان، اسپانیا، دانمارک، فنلاند، سوئد، فلاندرز، سوئیس، نیوزلند، اتریش، جزو ده ترانه اول قرار گرفت.